# Linea di successione al trono del Marocco

Lo stendardo reale del Marocco.

Secondo l'articolo 20 della costituzione marocchina del 1996, la linea di successione al trono del Marocco segue il criterio della primogenitura maschile in linea diretta attraverso i discendenti del re Hassan II, sovrano dal 1961 al 1999.
Tuttavia, se lo desidera, il re ha la possibilità di scegliere un qualsiasi suo figlio e di nominarlo successore. Nel caso di assenza di eredi maschi diretti, il diritto di successione al trono può, alle stesse condizioni, investire il più prossimo parente di sesso maschile del sovrano, attualmente il principe Moulay Hicham.

## Linea di successione
La linea di successione al trono del Marocco è la seguente:
- Sua maestà re Muhammad V del Marocco (1909-1961), primo figlio di Yusuf del Marocco
  -  Sua maestà re Hasan II del Marocco (1929-1999), primo figlio di Muhammad V del Marocco
    -  Sua maestà re Muhammad VI del Marocco, nato nel 1963, primo figlio di Hasan II del Marocco e attuale sovrano del Marocco
      - 1. Sua altezza reale il principe ereditario Moulay Hassan, nato nel 2003, figlio del re Muhammad VI

    - 2. Sua altezza reale il principe Mulay Rachid, nato nel 1970, secondo figlio di Hasan II del Marocco e fratello del re Muhammad VI del Marocco
      - 3. Sua altezza il principe Mulay Ahmed, nato nel 2016, figlio di Rachid
      - 4. Sua altezza il principe Mulay Abdeslam, nato nel 2022, figlio di Rachid

  - Sua altezza reale il principe Moulay Abdellah (1935-1983), secondo figlio di Muhammad V del Marocco e fratello di Hasan II del Marocco
    - 5. Sua altezza il principe Mulay Hicham, nato nel 1964, primo figlio di Abdellah
    - 6. Sua altezza il principe Mulay Ismail, nato nel 1981, secondo figlio di Abdellah
      - 7. Sua altezza il principe Mulay Abdallah, nato nel 2010, figlio di Ismail

Legenda:
- : simbolo di un sovrano precedente.
- : simbolo del sovrano regnante.